# Itaipu (cantata)

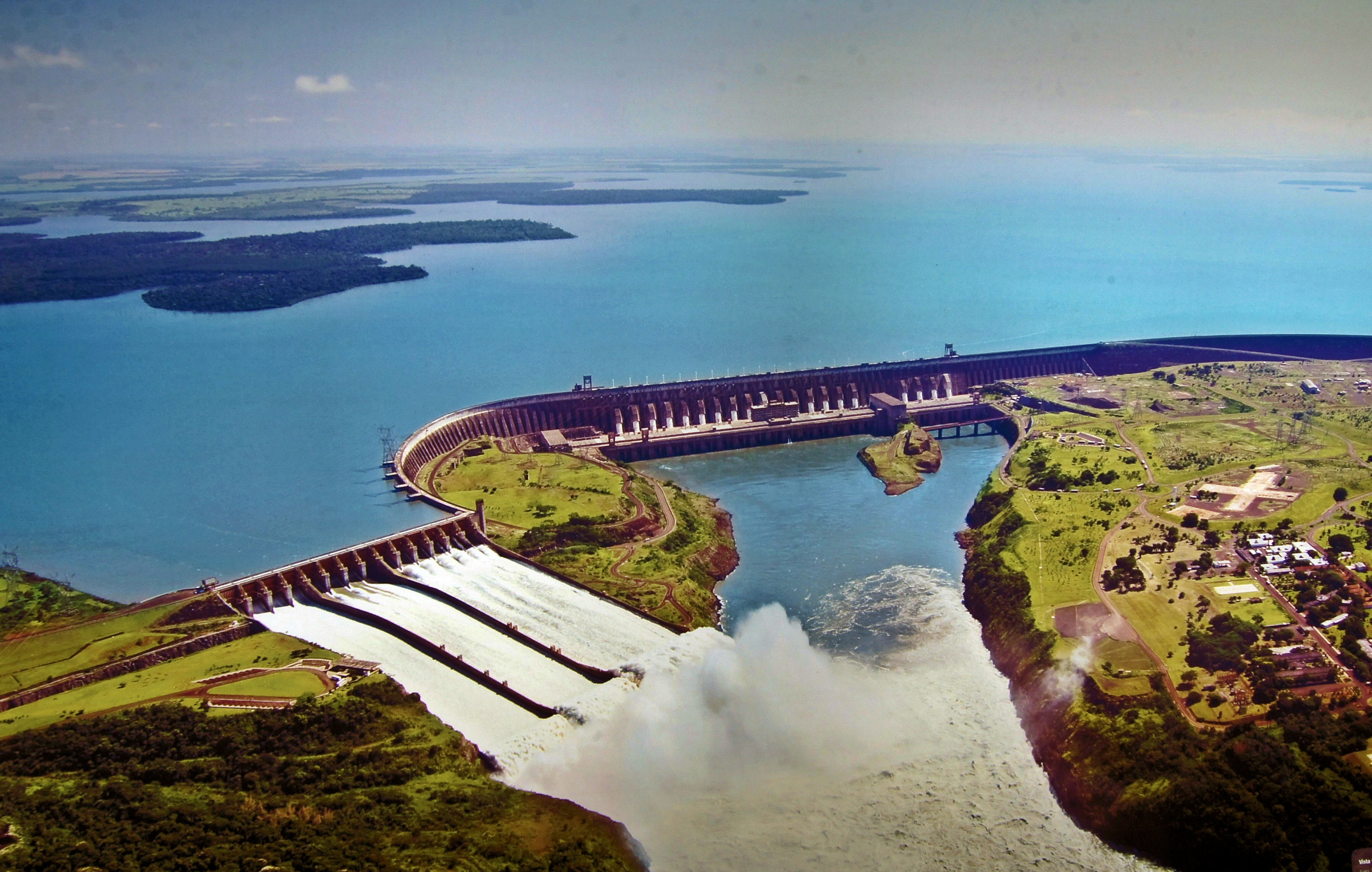
Philip Glass visitou Itaipu em 1988, tendo se inspirado para escrever a sinfonia.

Itaipu é uma cantata sinfônica em quatro movimentos, composta em 1989 pelo compositor estadunidense Philip Glass, tendo sido executada pela primeira vez em 2 de novembro do mesmo ano.
Apesar da música ser frequentemente referida como uma homenagem de Glass à Usina Hidrelétrica de Itaipu e ao progresso humano, o texto da cantata, que é na língua guarani, se refere aos povos originais que estavam no local da barragem antes da intervenção desta e as crenças deles.
Outros linguistas dão como significado de Ita-i-pu o seguinte: ita, pedra; i, água, rio; pu, estrondo. Portanto o significado seria “pedra do estrondo do rio”, ou seja, “pedra onde se escuta o estrondo do rio.”

## História
Philip Glass coloca Itaipu em uma série chamada por ele de "Retratos da Natureza", junto com The Light e The Canyon, compostas nos anos anteriores a Itaipu. Em 1988, ele visitou Foz do Iguaçu, no Brasil, tendo ido as Cataratas do Iguaçu e a usina.
A associação da obra com a usina, que foi feita pela Ditadura Militar brasileira e causou danos sociais e ambientais, levou Glass a receber críticas na época. Entretanto, o título da cantata vem do nome original de uma ilha no rio Paraná que também nomeou a usina hidrelétrica e desapareceu sob o lago. Para os indígenas Guarani locais, o rio é onde nasce a música, e Itaipu significa, em tupi, "pedra que canta" (itá = pedra  e ipo'ú = cantora). Segundo Richard Guérin, ao colocar os quatro movimentos na língua guarani contando os seus mitos de criação, Glass se coloca ao lado do povo original, que assistiu a mudança de paisagem provocada pela represa.
A obra foi aprovada pela Orquestra Sinfônica de Atlanta e executada pela primeira vez em 2 de novembro de 1989.

## Movimentos
Itaipu é composta de quatro movimentos. O texto em guarani foi feito por Danielle Thomas.
1. Mato Grosso
2. The Lake (O Lago)
3. The Dam (A Represa)
4. To The Sea (Ao Mar)